# Pers-en-Gâtinais
Pers-en-Gâtinais is een gemeente in het Franse departement Loiret (regio Centre-Val de Loire) en telt 202 inwoners (1999). De plaats maakt deel uit van het arrondissement Montargis.

## Geografie
De oppervlakte van Pers-en-Gâtinais bedraagt 10,4 km², de bevolkingsdichtheid is 19,4 inwoners per km².
De onderstaande kaart toont de ligging van Pers-en-Gâtinais met de belangrijkste infrastructuur en aangrenzende gemeenten.

## Demografie
Onderstaande figuur toont het verloop van het inwonertal (bron: INSEE-tellingen).